# Åkebosjön
Åkebosjön är en sjö i Hultsfreds kommun i Småland och ingår i Emåns huvudavrinningsområde. Sjön har en area på 0,584 kvadratkilometer och ligger 165,2 meter över havet. Björnnäset Natura 2000-område ligger i anslutning till sjön.

## Delavrinningsområde
Åkebosjön ingår i det delavrinningsområde (637119-149464) som SMHI kallar för Utloppet av St Hammarsjö. Medelhöjden är 181 meter över havet och ytan är 26,21 kvadratkilometer. Det finns inga avrinningsområden uppströms utan avrinningsområdet är högsta punkten. Stensjöbäck som avvattnar avrinningsområdet har biflödesordning 2, vilket innebär att vattnet flödar genom totalt 2 vattendrag innan det når havet efter 113 kilometer. Avrinningsområdet består mestadels av skog (82 %). Avrinningsområdet har 2,72 kvadratkilometer vattenytor vilket ger det en sjöprocent på 10,4 %.